# Les Herbiers
Les Herbiers è un comune francese di 15.559 abitanti situato nel dipartimento della Vandea nella regione dei Paesi della Loira.

## Società

### Evoluzione demografica
Abitanti censiti

## Sport
Nel 2011 la cittadina ha assistito al passaggio del Tour de France ospitando l'arrivo della 1ª tappa, partita da Passage du Gois, con la vittoria di Philippe Gilbert (l'arrivo era in cima ad una breve salita classificata dagli organizzatori come Gran Premio della Montagna di 4ª Categoria).
Il 17 aprile 2018 la squadra di calcio, il Les Herbiers, si qualifica alla finale di Coppa di Francia 2017-2018, che perderà l'8 maggio 2018 per 2-0 contro i campioni francesi del Paris Saint-Germain presso lo Stade de France davanti a ben 15.000 sostenitori, il paese ne vanta poco più di 16.000